# Ахундов, Гусейн Мамедович
Гусе́йн Маме́дович Аху́ндов (азерб. Hüseyn Məmməd oğlu Axundov; 28 апреля 1921, Балаханы, Азербайджанская ССР — 6 февраля 2015, Москва) — советский, азербайджанский и российский художник и актёр кино, член Союза художников СССР.

## Биография
Родился 28 апреля 1921 года в апшеронском селе Балаханы, недалеко от Баку (сейчас посёлок Бакинской агломерации). С седьмого класса школы стал посещать Азербайджанский художественный техникум, где его соседями в студии были будущие известные азербайджанские художники Ага Мирзазаде, Абдул Халыг, Микаил Абдуллаев, Октай Садыхзаде.
В 1939 году поступил на художественный факультет в Ленинградский институт кинорежиссёров (сейчас Санкт-Петербургский государственный институт кино и телевидения). В 1941 году с первого дня войны ушёл на фронт, участвовал в обороне Москвы, воевал под Курском, во многих сражениях, дважды был тяжело ранен. В 1943 году после тяжёлого ранения под Курском был отправлен в госпиталь в Баку, где после выздоровления участвовал в работе над легендарным фильмом «Аршин мал алан» (1945).
В 1945 году закончил ВГИК и остался в Москве. Он стал первым азербайджанцем в штате «Мосфильма». Работал с такими выдающимися мастерами советского кинематографа, как Иван Пырьев, Григорий Александров и Александр Птушко. Участвовал в создании фильмов «Весна» (1947), «Идиот» (1958), «Сампо» (1958), «Белые ночи» (1959) и в двух десятках других картин. Как художник кино разрабатывал эскизы декораций и киноплакаты. В середине 1970-х годов ушёл из «Мосфильма» и занимался живописью.
В 1953 году ему было поручено оформление одного из павильонов ВДНХ. Кроме этого, занимался живописью, участвовал во многих московских выставок — в Манеже, в галерее на Кузнецком мосту, на Крымской набережной… Много работ художника находится в частных коллекциях в Польше. Был членом Союза художников СССР. Был главным художником при реставрационных работах в московском дворце князя Н. Б. Юсупова (Палаты Волковых-Юсуповых в Большом Харитоньевском переулке). 30 марта 2007 года при помощи бизнесмена Араза Агаларова и фотографа Руфата Алиева была выпущена единственная и последняя книга о творчестве Гусейна Ахундова.
Скончался 6 февраля 2015 года в Москве.

### Семья
- Сын — Тофик Ахундов, российский артист цирка, народный артист Российской Федерации.
- Дочь — Ахундова Фарида Гусейновна, известный практикующий логопед.
- Дочь — Ахундова Ольга Гусейновна, инженер.
- Сын — Ахундов Эльмар Гусейнович, врач-педиатр.

## Награды и премии
- Медаль «За отвагу» (1944).
- Орден Отечественной войны II степени (1985).
- Юбилейные медали.

## Фильмография

### Актёр
- 1965 — Операция «Ы» и другие приключения Шурика (сюжет «Напарник») — лысый пассажир в автобусе № 13
- 1965 — Человек без паспорта — мужчина в очереди на почте (в титрах не указан) и художник-декоратор фильма
- 1966 — 
  - Кавказская пленница, или Новые приключения Шурика — доминошник (в титрах не указан)
  - Республика ШКИД — эпизод (в титрах не указан)
- 1981 — Шестой — эпизод (в титрах не указан)
- 1982 — Инспектор ГАИ — парикмахер (в титрах не указан) (озвучивает Артём Карапетян)